# 鼎诚人寿
鼎誠人壽保險有限責任公司，简称鼎誠人壽，是2009年台湾新光人寿与海航集团共同组建的合资人寿保险公司，2009年3月2日成立，总部位于北京市。2016年，新光海航准备将股份转让。
2019年3月26日經中國銀行保險監督管理委員會批准，“新光海航人壽保險有限責任公司”正式更名為“鼎誠人壽保險有限責任公司」。

## 处罚及风险事件
2017年8月16日，新光海航人寿因未按时发布偿付能力报告，被中国保监会要求限制整改。

## 外部連結
- 新光海航人寿 （页面存档备份，存于）